# San Ginesio (vino)
Il San Ginesio è una DOC riservata ad alcuni vini prodotti nei comuni di San Ginesio, Caldarola, Camporotondo di Fiastrone, Cessapalombo, Colmurano, Gualdo, Loro Piceno, Ripe San Ginesio e Sant'Angelo in Pontano, in Provincia di Macerata. 

## Disciplinare
Questa tipologia di vino DOC è nata con il decreto emanato il 25 luglio 2007, pubblicato sulla Gazzetta Ufficiale n.180 del 4 agosto 2007, modificata con la n.245, con la n.295 e dal Prot. n.57254.

## Storia
Le prime testimonianze che parlano della produzione di vino nell'area di San Ginesio e delle zone limitrofe arrivano direttamente da Marinangelo Severini e Giuseppe Salvi. Dopo la caduta dell'Impero romano e la conseguente scesa dei barbari in Italia, la popolazione fu costretta ad arroccarsi sulle colline più alte. Le prime coltivazioni di uva a vigneto della zona risalgono proprio al 1040.. Nel XIX secolo il vino venne prodotto sia bianco che rosso e le colline che costeggiavano la cittadina erano ricche di vigne. Un'analisi approfondita venne fatta dal professore Salvatore Santini di Macerata che nel 1875/1877, attraverso i suoi bollettini ampelografici, descrisse le principali varietà d'uva della Provincia di Macerata, concentrandosi maggiormente sulla Vernaccia Nera e sull'adattamento della tipologia Sangiovese. Come dimostrano le foto dei primo del XX secolo, la popolazione locale di San Ginesio era molto attenta alle coltivazioni.

## Caratteristiche
I vini rossi presentano un colore rosso rubino, variabile di intensità, e odore caratteristico e delicato. Generalmente il suo sapore è armonico, ovvero che tutte le sue componenti si uniscono perfettamente, anche alcuni possono essere fruttati. Le caratteristiche di "San Ginesio spumante" variano in base alla tipologia. Sia gli spumanti dolci che secchi hanno una spuma persistente sul bicchiere quando si versa, un colore simile ai vini rossi, ma con sfumature violacee e un odore fruttato. I prodotti secchi, a differenza di quelli dolci, hanno una sapore più amarognolo.

### Vitigni con cui è consentito produrlo
I vitigni con cui si producono le varie tipologie di vino, variano in base alla tipologia prodotta. In dettaglio:
- San Ginesio rosso: Sangiovese minimo 50%; Cabernet franc, Cabernet sauvignon, Ciliegiolo, Merlot e Vernaccia Nera, soli o raggruppati per un minimo del 35%. Possono essere aggiunti anche altri vitigni a bacca nera non aromatici, massimo 15%.
- San Ginesio spumante (secco o dolce): Vernaccia Nera: minimo 85%, ma si possono utilizzare altri vitigni non aromatici, massimo 15%.

## Tipologie
Di seguito le tipologie dei vini nel dettaglio:
| Versione                        | Rosso | Spumante dolce                                                                                | Spumante secco                                                                                |
| uvaggio                         | Sangiovese minimo 50%; Cabernet franc, Cabernet sauvignon, Ciliegiolo, Merlot e Vernaccia Nera, soli o raggruppati per un minimo del 35%. Possono essere aggiunti anche altri vitigni a bacca nera non aromatici, massimo 15% | Vernaccia Nera: minimo 85%, ma si possono utilizzare altri vitigni non aromatici, massimo 15% | Vernaccia Nera: minimo 85%, ma si possono utilizzare altri vitigni non aromatici, massimo 15% |
| titolo alcolico naturale minimo | 10,5% vol. | 9,5% vol.                                                                                     | 9,5% vol.                                                                                     |
| titolo alcolico totale minimo   | 11,5% vol. | 11% vol.                                                                                      | 11% vol.                                                                                      |
| acidità totale minima           | 4,5 g/L | 4,5 g/L                                                                                       | 4,5 g/L                                                                                       |
| estratto secco minimo           | 20 g/L | 20 g/L                                                                                        | 20 g/L                                                                                        |
| resa massima di uva in vino     | 70% | 70%                                                                                           | 70%                                                                                           |
| zuccheri riduttori              | fino a 15 g/L | minimo 50 g/L                                                                                 | da 17 g/L a 35 g/L                                                                            |

## Abbinamenti consigliati
I vini di "San Ginesio rosso" possono essere abbinati bene con numerose pietanze, tra cui i vincisgrassi, compresi quelli alla maceratese, il pollo alla griglia, formaggi con media stagionatura o erborinati, alcuni salumi, tra cui il ciauscolo, la carne alla griglia o arrosto di cacciagione, bovino, ovino o suino, frittura di carne e polente, tra cui il polentone di San Ginesio. "San Ginesio spumante"; invece, se è uno spumante secco può essere servito con piatti a base di pesce, come i risotti, mentre se è uno dolce può accompagnare numerosi dolci al cucchiaio o a base di frutta.